# Nestor Subiat
 (janvier 2024).
Si vous disposez d'ouvrages ou d'articles de référence ou si vous connaissez des sites web de qualité traitant du thème abordé ici, merci de compléter l'article en donnant les références utiles à sa vérifiabilité et en les liant à la section « Notes et références ».
Nestor Subiat est un joueur de football argentin naturalisé suisse, né le 23 avril 1966 à Buenos Aires. Il a disputé 15 rencontres et marqué 6 buts avec la sélection helvète.

## Biographie
Fils de l'avant-centre de Mulhouse Nestor Subiat (il porte le même prénom que son père), il joue entre autres à Mulhouse, Strasbourg, Saint-Étienne et aux Grasshoppers Zurich.
Subiat commence sa carrière en tant que défenseur mais, marquant à ce poste plus de buts que les attaquants, l'entraîneur du FC Mulhouse le fait glisser avant-centre. Il reprend ainsi le poste de son père. Après un passage à Strasbourg, il revient à Mulhouse avant de tenter sa chance dans le championnat suisse. Il joue successivement au FC Lugano, au Grasshoppers Zurich et enfin au FC Bâle, remportant au passage 3 titres de champion. Naturalisé suisse, il participe à la coupe du monde 1994 dans les rangs de la sélection helvétique.
En 1998, il rejoint Saint-Étienne et participe à la remontée des Verts en première division. Il réalise ensuite une dernière saison en Suisse, à l'Étoile Carouge FC et au FC Lucerne.

## Carrière
- 1984-1989 :  FC Mulhouse
- 1990 :  RC Strasbourg
- 1990-1992 :  FC Mulhouse
- 1992-1994 :  FC Lugano
- 1994-1997 :  Grasshoppers Zurich
- 1997-1998 :  FC Bâle
- 1998-2000 :  AS Saint-Étienne
- 2000-2001 :  Étoile Carouge FC
- 2001 :  FC Lucerne[2]

## Palmarès
- Vainqueur de la Coupe de Suisse en 1993 avec le FC Lugano
- Championnat de Suisse en 1995, 1996 et 1998 avec le Grasshopper-Club Zurich
- Championnat de France D2 en 1999 avec l'AS Saint-Étienne